# Cussac-Fort-Médoc
Cussac-Fort-Médoc ist eine französische Gemeinde im Département Gironde in der Region Nouvelle-Aquitaine mit 2.326 Einwohnern (Stand: 1. Januar 2022). Sie gehört zum Arrondissement Lesparre-Médoc und zum Kanton Le Sud-Médoc (bis 2015: Kanton Castelnau-de-Médoc).

## Geografie
Cussac-Fort-Médoc liegt etwa 32 Kilometer nordwestlich von Bordeaux am Ästuar Gironde. Das Gemeindegebiet gehört zum Regionalen Naturpark Médoc. Umgeben wird Cussac-Fort-Médoc von den Nachbargemeinden Saint-Julien-Beychevelle im Norden, Blaye im Osten, Lamarque im Süden, Listrac-Médoc im Westen und Südwesten sowie Saint-Laurent-Médoc im Westen und Nordwesten.

## Einwohnerentwicklung
| Jahr      | 1962 | 1968 | 1975 | 1982  | 1990  | 1999  | 2006  | 2017  |
| --------- | ---- | ---- | ---- | ----- | ----- | ----- | ----- | ----- |
| Einwohner | 785  | 792  | 824  | 1.101 | 1.318 | 1.355 | 1.692 | 2.240 |

## Sehenswürdigkeiten

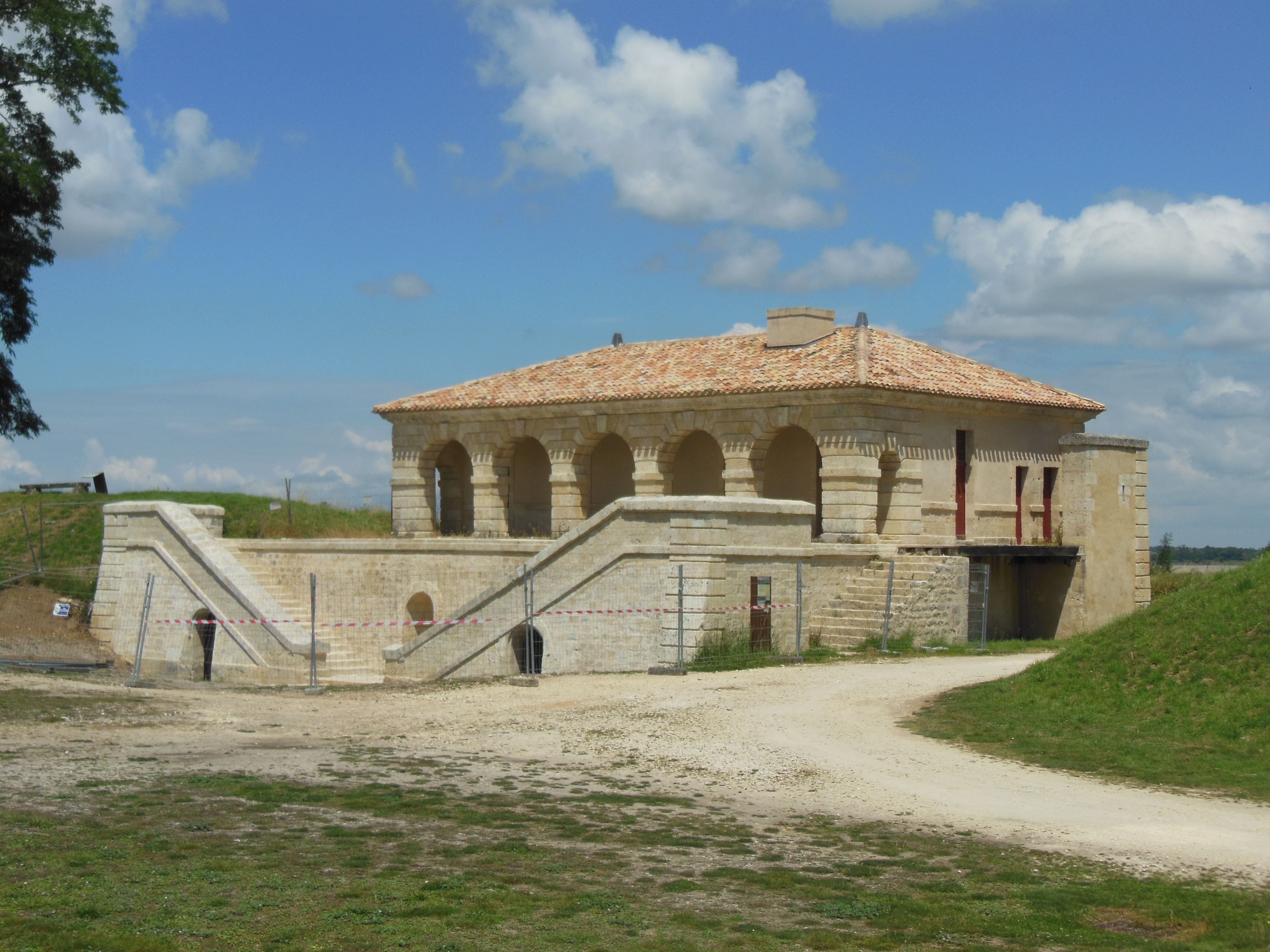
Fort Médoc

- Festungsanlage Fort Médoc, 1689 bis 1694 unter der Herrschaft Ludwig XIV. errichtet, Monument historique seit 1958, als Teil der Festungsanlagen von Vauban UNESCO-Weltkulturerbe
- Château La Chesnaye-Sainte-Gemme
- Château Bernones, Monument historique

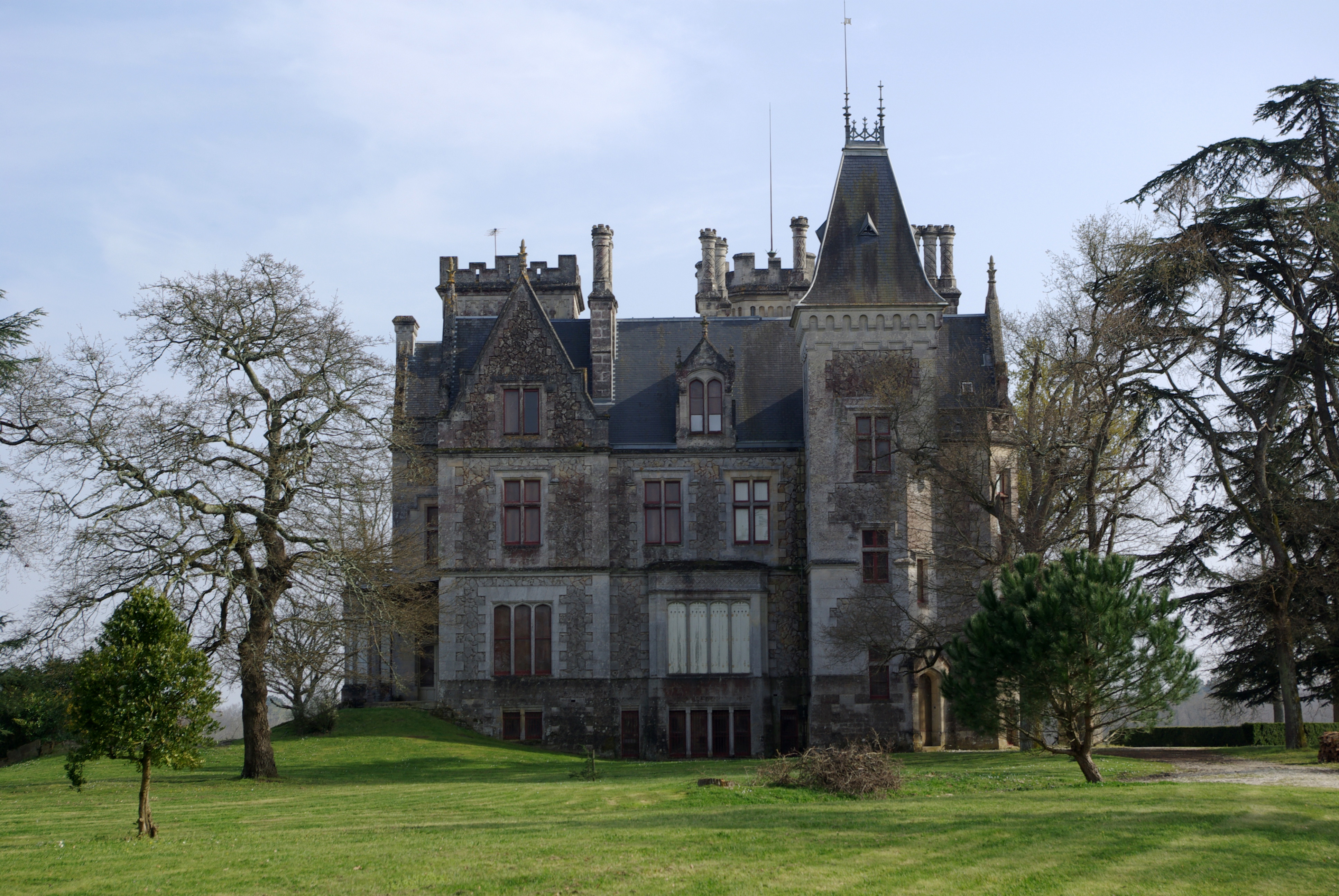
Château La Chesnaye-Sainte-Gemme

## Wirtschaft
Cussac-Fort-Médoc liegt im Weinbaugebiet Médoc. Die Weine der Appellation Listrac (Haut-Médoc) haben eine besonders hohe Qualität.